# Giao hưởng số 1 (Shostakovich)

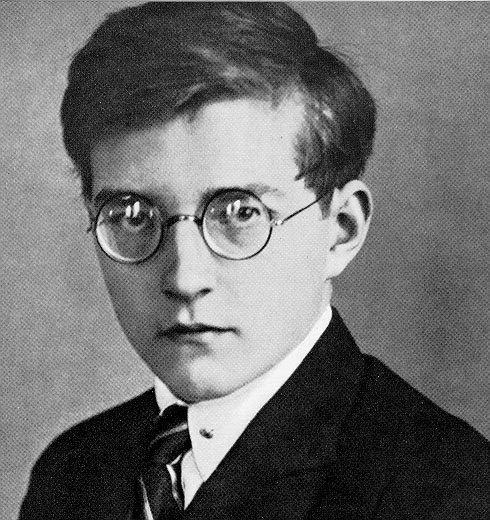
Shostakovich là nhà soạn nhạc người Nga sáng tác bản giao hưởng số 1

Giao hưởng số 1, cung Fa thứ, Op.10 là bản giao hưởng của nhà soạn nhạc người Nga Dmitri Shostakovich. Đây là tác phẩm tốt nghiệp môn sáng tác của Shostakovich. Bản giao hưởng này được sáng tác vào năm 1925. Một năm sau, năm 1926, bản giao hưởng được dàn dựng và trình diễn tại hai thành phố Leningrad và Moskva. Nó mang lại cho tác giả Shostakovich, khi ấy gần 20 tuổi, một danh tiếng thế giới về sáng tác.